# トウケイニセイ
トウケイニセイは、日本の競走馬・種牡馬。1990年代初期から中期にかけて岩手競馬で活躍した。
2000年以前の馬齢は旧表記を用いる。

## 出自
父・トウケイホープは南関東・岩手において東京大賞典、報知オールスターカップ、関東盃、東北サラブレッド大賞典、桐花賞、シアンモア記念などで53戦22勝と活躍したが、血統的に二流であったこと、また競走実績が地方競馬のみであったため、種牡馬となった際に繁殖牝馬がなかなか集まらず、そのためオーナーである小野寺喜久男が馬産地を駆け回って交配相手を探し回り、やっとの思いで5頭の交配相手を集めた。その際、小野寺は「自分も辛い、でも一番辛いのはホープなんだ」と周囲に語っている。その後も種付け数は伸びないまま心臓麻痺で急死。生涯の種付け数は12で、そのなかで4頭の産駒が競走馬として登録されたが、そのうち唯一の牡馬がトウケイニセイであった。
母・エースツバキは生産者の田中堅一がある牧場から購入した繁殖牝馬である。この牧場が多くの繁殖牝馬を整理するためにまとめて売りに出していた際、田中の牧場の跡取りであった田中哲実が駆けつけたときには2頭しか残っておらず、どちらも見栄えの冴えない牝馬であったが、せっかく訪れたのに買わないのも申し訳なく思った田中はエースツバキを選んで購入したものである。エースツバキは持込馬ながら中央競馬1勝止まりであったが、購入後に産駒のトウケイフリート、イイオカスワローが地方競馬の重賞競走で優勝、トウケイニセイを含め重賞優勝馬3頭の母となった。

## 戦績
トウケイニセイはデビュー戦で勝利したものの、その後左前浅屈腱炎で1年半の休養を余儀なくされ、復帰後も常に脚の状態を見ながらだましだましレースに出走する状態が続いた。しかしそんな状態で勝ち続け、いつしかデビュー以来の連勝が注目されるようになり、15戦目で当時同じ東北の上山から南関東に移籍したスルガスペインの保持していた記録を抜き、ハルサンヒコーに続く2着に敗れるまでの連勝は18まで伸びていた。これは後にチアズファンシーが19連勝を記録して上回るまでサラブレッド連勝の日本記録であった（著名な記録を持つ競走馬一覧も参照）。
1993年、7歳になったトウケイニセイは初めて重賞（みちのく大賞典）に登場した。当時の岩手競馬は「岩手の怪物」と呼ばれ、南関東や中央への遠征経験もあったスイフトセイダイと、そのライバルでトウケイニセイの同厩舎の先輩馬・グレートホープの2頭による「SG時代」が数年続いていたが、明け5歳のモリユウプリンスが赤松杯とシアンモア記念でSG2頭を抑えて優勝、モリユウ時代の到来が確実視されていたころだった。しかしトウケイニセイはこのレースで、好位から抜け出し、SGどころか新王者モリユウに2馬身半差をつけてレコードタイムで優勝した。デビュー以来のほぼ完璧な成績は、相手関係が楽な条件戦や一般戦のみを使われてきた事によるものだったが、この勝利で実際に一線級の力がある事を示した。
また、その後も常に脚の状態を見ながらのレース出走であり、地元の岩手開催以外では東北地方交流の東北サラブレッド大賞典で上山競馬場や新潟競馬場に遠征した程度で、全国規模の競走に出走することはなかったが、地元ではデビュー以来の連続連対記録を伸ばしていた。
競走馬としては全盛期を過ぎたと一般的に考えられる9歳（現在の表記では8歳）になった1995年、交流元年と呼ばれ中央競馬と地方競馬の交流が促進されると北日本地区交流であったマイルチャンピオンシップ南部杯も中央競馬も含む全国交流競走となり、中央や他地区の強豪を迎え撃ったが、中央のライブリマウント、大井競馬のヨシノキングに次ぐ3着に敗れた。そのとき、水沢競馬場は観客たちが発した溜め息とともに静まりかえってしまった。それまで交流重賞で無敵の快進撃を続け、ヒーロー的な扱いを受けてきたライブリマウントの主戦騎手の石橋守は「今日ばかりはヒール（悪役）になった気分だよ」とコメントを残している。また、トウケイニセイの主戦騎手である菅原勲は「あと1年早ければ……」とコメントを残した。連続連対記録41はローゼンホーマの40を超え、日本記録として残っている。
その後、年末の桐花賞を楽勝して引退した。通算成績は43戦39勝2着3回3着1回というほぼ完璧なもので、岩手競馬史上最強馬という評価もされていた。主戦騎手だった菅原はのちにJRAGI・フェブラリーステークスを勝ったメイセイオペラにも騎乗しているが、トウケイニセイとの比較を尋ねられて、トウケイニセイのほうが強いと断言している。菅原いわく「メイセイも強くなっているが全盛期のニセイに比べればまだまだ。一番良い頃のニセイがドバイワールドカップに出たら勝っていたと思う」。
また、その功績から2000年より岩手競馬でトウケイニセイ記念という重賞競走が開催されている。

## 競走成績
| 競走日     | 競馬場 | 競走名                 | 格       | 距離（馬場）  | 頭 数 | 枠 番 | 馬 番 | （人気）      | 着順 | タイム   | 着差 | 騎手      | 斤量 [kg] | 1着馬（2着馬）         | 馬体重 [kg] |
| ---------- | ------ | ---------------------- | -------- | ------------- | ----- | ----- | ----- | ------------- | ---- | -------- | ---- | --------- | --------- | ---------------------- | ----------- |
| 1989.09.30 | 水沢   | 3歳G5                  |          | ダ0850m（良） | 8     | 5     | 5     | 000.00（1人） | 01着 | R0:53.6  | -0.3 | 0菅原勲   | 54        | （フタバキング）       | 483         |
| 1991.04.27 | 盛岡   | G5                     |          | ダ1100m（良） | 6     | 2     | 2     | 000.00（1人） | 01着 | R1:12.8  | -0.6 | 0菅原勲   | 54        | （クラテンショウ）     | 523         |
| 0000.05.11 | 盛岡   | G5                     |          | ダ1100m（良） | 8     | 8     | 8     | 000.00（1人） | 01着 | R1:12.0  | -1.2 | 0菅原勲   | 54        | （フェートドリーム）   | 525         |
| 0000.05.25 | 水沢   | G5                     |          | ダ1300m（良） | 8     | 3     | 3     | 000.00（1人） | 01着 | R1:27.0  | -0.4 | 0菅原勲   | 55        | （ダイテンスキー）     | 513         |
| 0000.06.08 | 水沢   | G5                     |          | ダ1300m（良） | 8     | 2     | 2     | 000.00（1人） | 01着 | R1:25.4  | -1.2 | 0菅原勲   | 56        | （ケイワンローズ）     | 510         |
| 0000.06.22 | 水沢   | G5                     |          | ダ1420m（良） | 9     | 2     | 2     | 000.00（1人） | 01着 | R1:33.8  | -0.2 | 0菅原勲   | 57        | （ビッグカムイ）       | 512         |
| 0000.07.15 | 盛岡   | G4                     |          | ダ1420m（良） | 8     | 2     | 2     | 000.00（1人） | 01着 | R1:33.3  | -0.5 | 0菅原勲   | 54        | （クインオブジュエル） | 524         |
| 0000.07.28 | 盛岡   | G4                     |          | ダ1420m（良） | 8     | 4     | 4     |               |      | 出走取消 |      | 0菅原勲   | 54        | ワイルドイメージ       |             |
| 0000.08.25 | 水沢   | G4                     |          | ダ1420m（良） | 9     | 5     | 5     | 000.00（1人） | 01着 | R1:32.3  | -0.1 | 0菅原勲   | 54        | （ケイワンローズ）     | 513         |
| 0000.09.07 | 水沢   | ながつき賞             | G4       | ダ1600m（重） | 10    | 8     | 9     | 000.00（1人） | 01着 | R1:44.0  | -0.7 | 0菅原勲   | 55        | （タガジョーウイナー） | 512         |
| 0000.10.12 | 水沢   | G3                     |          | ダ1600m（不） | 6     | 4     | 4     | 000.00（1人） | 01着 | R1:42.9  | -0.6 | 0菅原勲   | 54        | （トーワスマイル）     | 518         |
| 0000.11.18 | 水沢   | G2                     |          | ダ1600m（稍） | 10    | 3     | 3     | 000.00（1人） | 01着 | R1:44.3  | -0.6 | 0菅原勲   | 54        | （クニカツラ）         | 521         |
| 0000.12.01 | 水沢   | 六華賞                 | G2       | ダ1600m（重） | 10    | 6     | 6     | 000.00（1人） | 01着 | R1:41.8  | -0.7 | 0菅原勲   | 54        | （アイネスグリーン）   | 522         |
| 1992.04.11 | 水沢   | G1                     |          | ダ1600m（不） | 10    | 4     | 4     | 000.00（1人） | 01着 | R1:42.8  | -0.8 | 0菅原勲   | 54        | （ツルノオー）         | 520         |
| 0000.04.27 | 水沢   | G1                     |          | ダ1800m（良） | 8     | 2     | 2     | 000.00（1人） | 01着 | R2:00.3  | -0.3 | 0菅原勲   | 54        | （マツエストリーム）   | 513         |
| 0000.07.05 | 水沢   | G1                     |          | ダ1800m（良） | 8     | 4     | 4     | 000.00（1人） | 01着 | R1:58.6  | -0.3 | 0菅原勲   | 54        | （メイクセンス）       | 509         |
| 0000.08.02 | 水沢   | G1                     |          | ダ1800m（良） | 7     | 4     | 4     | 000.00（1人） | 01着 | R2:00.4  | -0.2 | 0菅原勲   | 54        | （フタバキング）       | 511         |
| 0000.09.28 | 水沢   | G1                     |          | ダ1600m（良） | 10    | 5     | 5     | 000.00（1人） | 01着 | R1:43.9  | -0.4 | 0菅原勲   | 55        | （ウメノルチェー）     | 515         |
| 0000.10.10 | 水沢   | G1                     |          | ダ1800m（重） | 8     | 1     | 1     | 000.00（1人） | 01着 | R1:57.0  | -0.5 | 0菅原勲   | 55        | （キョウエイニゾン）   | 516         |
| 0000.11.22 | 水沢   | G1                     |          | ダ1800m（良） | 7     | 3     | 3     | 000.00（1人） | 02着 | R2:00.8  | -0.3 | 0菅原勲   | 56        | ハルサンヒコー         | 523         |
| 0000.12.21 | 水沢   | G1                     |          | ダ1800m（不） | 8     | 2     | 2     | 000.00（1人） | 01着 | R1:57.0  | -0.8 | 0菅原勲   | 57        | （カラードボーイ）     | 520         |
| 1993.04.25 | 盛岡   | G1                     |          | ダ1800m（不） | 7     | 2     | 2     | 000.00（1人） | 01着 | R1:57.7  | -0.4 | 0菅原勲   | 54        | （ロイヤルポイント）   | 518         |
| 0000.05.23 | 水沢   | G1                     |          | ダ1800m（重） | 7     | 4     | 4     | 000.00（1人） | 01着 | R1:56.4  | -0.7 | 0菅原勲   | 54        | （コマツノーザン）     | 510         |
| 0000.07.18 | 盛岡   | G1                     |          | ダ1800m（重） | 8     | 8     | 8     | 000.00（1人） | 01着 | R1:54.1  | -0.5 | 0菅原勲   | 55        | （コマツノーザン）     | 515         |
| 0000.08.01 | 盛岡   | みちのく大賞典         | 重賞     | ダ2000m（稍） | 8     | 8     | 8     | 000.00（2人） | 01着 | R2:03.9  | -0.5 | 0菅原勲   | 55        | （モリユウプリンス）   | 513         |
| 0000.09.15 | 新潟   | 東北サラブレッド大賞典 | 重賞     | ダ1800m（稍） | 10    | 5     | 5     | 000.00（1人） | 01着 | R1:55.2  | -0.3 | 0菅原勲   | 55        | （モリユウプリンス）   | 505         |
| 0000.10.24 | 盛岡   | 北上川大賞典           | 重賞     | ダ2500m（稍） | 8     | 5     | 5     | 000.00（1人） | 01着 | R2:45.3  | -0.4 | 0菅原勲   | 57        | （モリユウプリンス）   | 512         |
| 0000.11.23 | 水沢   | 北日本マイルCS南部杯   | 重賞     | ダ1600m（重） | 10    | 5     | 5     | 000.00（1人） | 01着 | R1:39.8  | -0.1 | 0菅原勲   | 56        | （オーディン）         | 509         |
| 0000.12.30 | 水沢   | 桐花賞                 | 重賞     | ダ2000m（重） | 10    | 4     | 4     | 000.00（1人） | 01着 | R2:07.2  | -0.3 | 0菅原勲   | 56        | （モリユウプリンス）   | 513         |
| 1994.05.08 | 水沢   | 赤松杯                 | 特別     | ダ1900m（良） | 8     | 1     | 1     | 000.00（1人） | 01着 | R2:04.2  | -0.3 | 0菅原勲   | 57        | （モリユウプリンス）   | 511         |
| 0000.06.05 | 水沢   | シアンモア記念         | 重賞     | ダ2000m（良） | 10    | 5     | 5     | 000.00（1人） | 01着 | R2:11.0  | -0.1 | 0菅原勲   | 58        | （モリユウプリンス）   | 508         |
| 0000.07.31 | 盛岡   | みちのく大賞典         | 重賞     | ダ2000m（良） | 8     | 4     | 4     | 000.00（1人） | 02着 | R2:06.5  | -0.3 | 0菅原勲   | 55        | モリユウプリンス       | 516         |
| 0000.08.28 | 水沢   | 東北サラブレッド大賞典 | 重賞     | ダ2000m（良） | 10    | 8     | 10    | 000.00（1人） | 01着 | R2:11.8  | -0.9 | 0菅原勲   | 55        | （キクノホープ）       | 505         |
| 0000.09.25 | 水沢   | 北日本マイルCS南部杯   | 重賞     | ダ1600m（不） | 10    | 3     | 3     | 000.00（1人） | 01着 | R1:39.5  | -0.5 | 0菅原勲   | 56        | （サクラグットオー）   | 505         |
| 0000.11.06 | 盛岡   | 北上川大賞典           | 重賞     | ダ2500m（良） | 8     | 3     | 3     | 000.00（1人） | 01着 | R2:46.3  | -0.4 | 0菅原勲   | 57        | （ユウユウサンボーイ） | 514         |
| 0000.12.05 | 水沢   | フレンドリーC          | 重賞     | ダ2000m（重） | 10    | 8     | 10    | 000.00（1人） | 01着 | R2:11.6  | -0.1 | 0菅原勲   | 55        | （モリユウプリンス）   | 512         |
| 0000.12.30 | 水沢   | 桐花賞                 | 重賞     | ダ2000m（重） | 9     | 2     | 2     | 000.00（1人） | 01着 | R2:08.4  | -0.6 | 0菅原勲   | 55        | （ミヤシロテュードオ） | 510         |
| 1995.04.23 | 盛岡   | 赤松杯                 | 特別     | ダ1800m（不） | 7     | 7     | 7     | 000.00（1人） | 01着 | R1:55.4  | -0.3 | 0菅原勲   | 59        | （ミヤシロテュードオ） | 513         |
| 0000.05.21 | 水沢   | シアンモア記念         | 重賞     | ダ2000m（良） | 8     | 3     | 3     | 000.00（1人） | 01着 | R2:11.7  | -0.1 | 0菅原勲   | 59        | （モリユウプリンス）   | 502         |
| 0000.06.25 | 上山   | 東北サラブレッド大賞典 | 重賞     | ダ1800m（良） | 10    | 4     | 4     | 000.00（1人） | 01着 | R1:56.5  | -0.6 | 0千田知幸 | 56        | （ミヤシロテュードオ） | 513         |
| 0000.07.30 | 盛岡   | みちのく大賞典         | 重賞     | ダ2000m（良） | 8     | 5     | 5     | 000.00（1人） | 02着 | R2:07.8  | -0.1 | 0菅原勲   | 55        | モリユウプリンス       | 508         |
| 0000.09.11 | 水沢   | フレンドリーC          | 重賞     | ダ2000m（稍） | 10    | 1     | 1     | 000.00（1人） | 01着 | R2:07.5  | -0.9 | 0菅原勲   | 56        | （ヘイセイシルバー）   | 498         |
| 0000.10.10 | 水沢   | マイルCS南部杯         | 交流重賞 | ダ1600m（良） | 10    | 4     | 4     | 000.00（2人） | 03着 | R1:41.2  | -0.6 | 0菅原勲   | 56        | ライブリマウント       | 497         |
| 0000.12.31 | 水沢   | 桐花賞                 | 重賞     | ダ2000m（不） | 10    | 2     | 2     | 000.00（1人） | 01着 | R2:11.7  | -0.4 | 0菅原勲   | 56        | （ヘイセイシルバー）   | 507         |

- タイム欄のRはレコード勝ちを示す

## 種牡馬成績
引退後の1996年、北海道の日高軽種馬農協門別種馬場で種牡馬となった。配合相手に恵まれず、また、産まれた産駒も大井競馬場で重賞で好勝負するも勝ちきれなかったドリームサラや、ダービーグランプリで5着になったトウケイキセキ程度で目立った成績を残すことができず、2004年に種牡馬引退となった。日本におけるフリートナスルーラ系最後の種牡馬だったため、フリートナスルーラ系は滅亡した。
種牡馬引退後はえりも町のエクセルマネジメントで余生を過ごし、2009年1月、トウケイニセイ記念当日に水沢競馬場にて同馬の里帰りお披露目イベントが行われた。その後は岩手県滝沢村の「馬っこパーク・いわて」に繋養されていた。2011年、馬主の小野寺が東日本大震災で被災し終生飼育が困難な状況になったため、トウケイニセイの終生飼育を目的とした「トウケイニセイ基金」が有志によって立ち上げられていたが、翌2012年の3月6日に老衰のため25歳で死亡した。

## 血統表
| トウケイニセイの血統（ナスルーラ系 / アウトブリード） | トウケイニセイの血統（ナスルーラ系 / アウトブリード） | トウケイニセイの血統（ナスルーラ系 / アウトブリード） | （血統表の出典） | （血統表の出典） |
| 父 トウケイホープ 1976 鹿毛                           | 父の父*イースタンフリート Eastern Fleet 1968 鹿毛     | Fleet Nasrullah                                       | Nasrullah        | Nasrullah        |
| 父 トウケイホープ 1976 鹿毛                           | 父の父*イースタンフリート Eastern Fleet 1968 鹿毛     | Fleet Nasrullah                                       | Happy Go Fleet   |                  |
| 父 トウケイホープ 1976 鹿毛                           | 父の父*イースタンフリート Eastern Fleet 1968 鹿毛     | Amoret                                                | Bull Lea         | Bull Lea         |
| 父 トウケイホープ 1976 鹿毛                           | 父の父*イースタンフリート Eastern Fleet 1968 鹿毛     | Amoret                                                | Mar-Kell         |                  |
| 父 トウケイホープ 1976 鹿毛                           | 父の母エリモグレース 1972 鹿毛                        | Sassafras                                             | Sheshoon         | Sheshoon         |
| 父 トウケイホープ 1976 鹿毛                           | 父の母エリモグレース 1972 鹿毛                        | Sassafras                                             | Ruta             |                  |
| 父 トウケイホープ 1976 鹿毛                           | 父の母エリモグレース 1972 鹿毛                        | *フゼッタ Fughetta                                    | Ribot            | Ribot            |
| 父 トウケイホープ 1976 鹿毛                           | 父の母エリモグレース 1972 鹿毛                        | *フゼッタ Fughetta                                    | Noblesse         |                  |
| 母 エースツバキ 1975 栗毛                             | 母の父Reform 1964 鹿毛                                | Pall Mall                                             | Palestine        | Palestine        |
| 母 エースツバキ 1975 栗毛                             | 母の父Reform 1964 鹿毛                                | Pall Mall                                             | Malapert         |                  |
| 母 エースツバキ 1975 栗毛                             | 母の父Reform 1964 鹿毛                                | Country House                                         | Vieux Manoir     | Vieux Manoir     |
| 母 エースツバキ 1975 栗毛                             | 母の父Reform 1964 鹿毛                                | Country House                                         | Miss Coventry    |                  |
| 母 エースツバキ 1975 栗毛                             | 母の母*ヴェスタルファイア Vestal Fire 1965 鹿毛       | Match                                                 | Tantieme         | Tantieme         |
| 母 エースツバキ 1975 栗毛                             | 母の母*ヴェスタルファイア Vestal Fire 1965 鹿毛       | Match                                                 | Relance          |                  |
| 母 エースツバキ 1975 栗毛                             | 母の母*ヴェスタルファイア Vestal Fire 1965 鹿毛       | Refreshed                                             | Hyperion         | Hyperion         |
| 母 エースツバキ 1975 栗毛                             | 母の母*ヴェスタルファイア Vestal Fire 1965 鹿毛       | Refreshed                                             | Monsoon F-No.1-w |                  |

血統背景
- 祖母ヴエスタルフアイアの半姉リナウンの産駒にオンワードガイ（朝日杯3歳ステークスなど）がいる。
- 祖母ヴエスタルフアイアの半姉Fresh Airの産駒レアリーリーガルは本邦輸入種牡馬。
- 祖母ヴエスタルフアイアの半姉Renounceの孫にRiverqueen（プール・デッセ・デ・プーリッシュ、サンタラリ賞、サンクルー大賞など）、Lady in Silver（ディアヌ賞）、ライラリッジ（本邦輸入種牡馬、ツインターボの父）などがいる。